# 鄭鎭圭
鄭 鎭圭（Chyung Jin Kyu、チョン・ジンギュ、1939年10月19日 - 2017年9月28日）は韓国の詩人。本貫は東萊鄭氏、京畿道安城市出身。

## 略歴
1939年10月19日、京畿道安城市に生まれる。1964年、高麗大学校国語国文学科を卒業した。1960年、東亜日報新春文芸に『나팔서정(ラッパ抒情)』が当選し、登壇した。鄭の初期の詩の特徴は、華麗で繊細な言語的修辞と自意識の深層に対する耽溺にある。このような詩的追究は詩が言語によって書かれるという認識に基づいたものである。1960年代半ば以降、鄭は詩的なものと日常的なものの乖離を経験し、深刻な内的葛藤を経験する。『詩の曖昧さについて』や『詩の正直さについて』などの詩論はこのような危機を克服するための努力である。しかし、詩的なものに対する耽溺と日常的な生活の健康性の間の平行は直ぐには回復できなかった。
1977年、『들판의 비인 집이로다(野原の空き家である)』を発表後、鄭の詩は散文を導入し始め、個人意識から集団意識に移行するきっかけを得る。このような変化を通じて自らを確認する過程がその後の鄭の詩の一つの軸をなっている。『연필로 쓰기(鉛筆で書く)』作品で試練に耐える姿こそ、確固たる自分の世界を構築するため経験すべき通過祭儀である。『뼈에 대하여(骨について)』の作品ではこの世での余計なものを捨てて、最後は骨だけで残りたいという精神的克己の姿勢が表れている。『연필로 쓰기(鉛筆で書く)』と『뼈에 대하여(骨について)』は流麗な散文詩であるが、散文という形式は詩人の精神的覚醒を導く段階であり、悟りの形式だといえる。

## 年譜
- 1939年10月19日、京畿道安城市に生まれる。[1]
- 1980年、韓国詩人協会賞受賞。
- 1985年、月灘文学賞受賞。
- 1987年、現代詩学作品賞受賞。
- 2009年、第2回李箱詩文学賞受賞。

## 代表作品
- 1965年、마른 수수깡의 평화(乾いたキビの茎の平和) [5][6]
- 1971年、유한의 빗장(有限のかんぬき)
- 1977年、들판의 비인 집이로다(野原の空き家である)
- 1979年、매달려 있음의 세상(ぶら下がっている世の中)
- 1983年、비어 있음의 충만(空っぽの充満)
- 1984年、연필로 쓰기(鉛筆で書く)
- 1986年、뼈에 대하여(骨について)
- 1990年、별들의 바탕은 어둠이 마땅하다(星の元は暗闇が正しい)
- 1994年、몸시
- 1997年、알시
- 2000年、도둑이 다녀가셨다(泥棒が訪れた)
- 2003年、질문과 과녁(質問と標的)
- 2004年、본색(本色)
- 2007年、껍질(皮)
- 2009年、공기는 내 사랑(空気は私の愛)